# I. e. 454
Évszázadok: i. e. 6. század – i. e. 5. század – i. e. 4. század
Évtizedek: i. e. 500-as évek – i. e. 490-es évek – i. e. 480-as évek – i. e. 470-es évek – i. e. 460-as évek – i. e. 450-es évek – i. e. 440-es évek – i. e. 430-as évek – i. e. 420-as évek – i. e. 410-es évek – i. e. 400-as évek
Évek: i. e. 459 – i. e. 458 – i. e. 457 – i. e. 456 –  i. e. 455 – i. e. 454 – i. e. 453 – i. e. 452 – i. e. 451 – i. e. 450 – i. e. 449

## Események
- Római consulok: Sp. Tarpeius Montanus Capitolinus és A. Aternius Varus Fontinalis
- Athén sikertelen hadjáratot indít boiót és phókiszi szövetségeseivel a thesszáliai Pharszalosz ellen, hogy visszaállítsa az Athén-barát Oresztész fejedelem hatalmát.
- A perzsa hadsereg a Nílus-delta egyik ágának kiszárításával hajói felgyújtására és végül kapitulációra kényszeríti a Proszópitisz szigetére szorult Inarósz egyiptomi lázadót és athéni segédcsapatait. A harc lezárulta után érkező athéni utánpótlás jó része is elpusztul. A megmaradt athéniak Kürénén keresztül térnek haza.